# Берекуца
Берекуца (рум. Berecuța) насеље је у општини Бирда, округ Тимиш у Румунији. Налази се на надморској висини од 100 м.

## Прошлост
Калуђери српског манастира Пећке патријаршије су 1666. године свратили у место. Пописали су неке приложнике Србе: Саву, Радосава, Петар и Максим.
Аустријски царски ревизор Ерлер је 1774. године констатовао да место припада Брзавском округу, Чаковачког дистрикта. Становништво је било претежно влашко.

## Становништво
Према попису из 2002. године у насељу је живело 206 становника, од којих су 99% румунске националности.